# Corvus nasicus
El cao montero o cuervo cubano (Corvus nasicus) es un ave de Cuba y las Islas Caicos. Pertenece a la familia Corvidae del orden Passeriformes.

## Nombres
Corvus en latín significa “cuervo”, nasicus significa “narizón”, por su pico relativamente grande. Cao es el nombre indio cubano de los cuervos y montero por abundar en zonas boscosas. En inglés es llamado Cuban crow. Se le confunde a menudo con el Totí, otra ave de plumaje negro, endémica de Cuba.

## Distribución
Es común en Cuba y la Isla de la Juventud y en los cayos mayores del norte del país. Abundan principalmente en sitios boscosos con claros dispersos, en palmares y bordes de ciénagas.

## Descripción
Miden unos 46 cm de largo. Son completamente negros con ligero brillo. Los inmaduros son más opacos. Suelen aparecer solos o en parejas. En las perchas comunales se reúnen en grupos mayores. En muy pocas ocasiones bajan al suelo. Son ruidosos, como las cotorras. Su alimentación es omnívora (frutos de palma real, insectos, reptiles, huevos, moluscos, granos, otras frutas, etc.). Son aves muy inteligentes, pueden en ocasiones llegar a imitar la voz humana.

## Nido
Anidan de marzo a julio, prefiriendo hacerlo sobre las hojas de palmas o sobre epífitas voluminosas. El nido es hecho con ramillas, pajas y plumas. La puesta es de hasta 4 huevos que son verdosos con manchas pardas y violáceas.